# JTインターナショナル
JTインターナショナル(JT International SA)は、日本たばこ産業(JT)の国際部門を担う子会社であり、国際的なたばこメーカーである。スイス・ジュネーヴに本社を置き、120か国で事業を展開している。
2018年現在、全世界で400箇所の事務所、27箇所の工場、5箇所の研究開発センター、5箇所のたばこ加工施設を持ち、約4万人を雇用している。
エディ・ピラー(Eddy Pirard)が社長兼CEO、嶋吉耕史が副CEO兼執行ヴァイスプレジデント（事業開発・企業戦略担当）を務める。

## 歴史
日本たばこ産業は1999年に、アメリカに本社を置く多国籍たばこメーカー、R.J.レイノルズ・タバコ・カンパニーの子会社のRJRインターナショナルを78億ドルで買収し、JTインターナショナルを設立した。
2007年、イギリスに本社を置き、FTSE100種総合株価指数の構成銘柄であったギャラハーを94億ポンドで買収した。これは、日本企業による国外企業の買収額としては当時最大のものだった。
2009年、アフリカのたばこ販売会社であるトライバックリーフ(Tribac Leaf Limited)の国際事業の一部と、ブラジルのたばこ会社であるカンネンベルグ(Kannenberg)、KBH&Cを買収した。同年、アメリカのタバコ葉供給会社であるヘイル&コットン(Hail & Cotton Inc.)、JEBインターナショナルとの合弁により、JTIリーフサービス(JTI Leaf Services)を設立した。

## 保有ブランド

### 主要ブランド
以下のブランドの売上は、JTIの売上の72%を占めている。
- ベンソン&ヘッジス(Benson & Hedges)
- キャメル(Camel)（アメリカ国外）
- グラムール(Glamour)
- LD（英語版）
- メビウス(Mevius) （旧マイルドセブン）
- ナチュラルアメリカンスピリット(Natural American Spirit)（アメリカ国外）
- シルクカット（英語版）(Silk Cut)
- ソブラニー(Sobranie)
- ウィンストン(Winston)（アメリカ国外）